# Snakecharmer
Gli Snakecharmer sono un supergruppo heavy metal britannico,  fondato nel 2013 da Chris Ousey  (Heartland), da Micky Moody (Whitesnake) e da Adam Wakeman (Headspace).

## Storia
L'omonimo album di debutto della band è stato pubblicato nel 2013,  e musicalmente il disco ha mostrato uno stile heavy metal finemente realizzato mescolato con rock progressivo, blues rock e sfumature melodiche; il loro sound è riconducibile a band come Kansas, Whitesnake e Bad Company, e in parte anche ai primi Foreigner.
Fin dai loro esordi, gli Snakecharmer hanno suonato regolarmente dal vivo a sostegno dell'uscita di questo primo album; ciò consenti al gruppo di costruire una solida fan base nel Regno Unito e nel resto dell'Europa. Nel 2016, Moody ha lasciato la band ed è stato sostituito dall'irlandese Simon McBride alla chitarra solista.
Nel 2017, dopo quattro anni, viene pubblicato Second Skin, il loro secondo album in studio. Questo album si rivela leggermente più duro rispetto al debutto, ma con solide radici ancora ben radicate nella classica atmosfera hard rock tipica degli anni settanta. Dopo questo album l'attività discografica della band si è fermata, a causa dei numerosi impegni dei membri della band: Adam Wakeman con Ozzy Osbourne, Neil Murray con i Rondinelli e Harry James con i Thunder; inoltre, nel 2022, Simon McBride è stato scelto come turnista per sostituire Steve Morse nei Deep Purple.

## Formazione

### Attuale
- Chris Ousey – voce (2013-presente)
- Simon McBride – chitarra (2015-presente)
- Adam Wakeman – tastiera (2013-presente)
- Neil Murray – basso (2016-presente)
- Harry James - batteria (2013-presente)

### Ex-componenti
- Micky Moody – chitarra (2013-2015)
- Laurie Wisefield – chitarra (2013-2021)

## Discografia

### Album in studio
- 2013 – Snakecharmer
- 2017 – Second Skin